# 遠征5
遠征5是歷史上第五次到國際太空站的遠征隊。

## 成員
- 瓦列里·科爾尊（Valery Korzun，RSA，曾執行2次飛行），指令長
- 佩吉·威特森（Peggy Whitson，NASA，曾執行1次飛行），飛行工程師
- 谢尔盖·特列晓夫（Sergei Treshchev，RSA，曾執行1次飛行），飛行工程師

1. 1 2  . NASA.   [8 March 2011]. （原始内容存档于9 June 2002）.
2. ↑  . NASA.   [8 March 2011]. （原始内容存档于4 March 2016）.